# 奥格斯堡航空
奥格斯堡航空是德国一家已停止运营的航空公司，停止运营前总部设在德国巴伐利亚州哈尔贝格莫斯，主要航空枢纽是慕尼黑机场。

## 历史
1980年，奥格斯堡航空的前身“因特罗特航空”（Interot Airways）作为海因德尔集团（Haindl Papier）的公务飞行部门成立，提供由奥格斯堡至杜塞尔多夫往返航班的内部服务。1986年，因特罗特航空转型为商业航空公司，以奥格斯堡机场为其枢纽机场。1995年，因特罗特航空加入国际航空运输协会。1996年起，因特罗特航空更名为奥格斯堡航空，并加盟了汉莎航空旗下的地区性航空品牌汉莎区域航空，亦开始利用慕尼黑机场作为枢纽起降航班。
2001年5月中旬，海因德尔家族将其纸业集团售予竞争对手芬欧汇川集团，但奥格斯堡航空却被保留了下来。2002年，奥格斯堡航空因经济危机将所有航线和营销业务的控制权移交给汉莎航空。汉莎航空将奥格斯堡航空在奥格斯堡机场的业务全部吸收，自此奥格斯堡航空只保留慕尼黑机场为枢纽机场。
2012年10月26日，汉莎航空宣布将在 2013年夏季结束时终止与奥格斯堡航空的合同。奥格斯堡航空的最后一趟航班于2013年10月26日执飞，奥格斯堡航空公司也随后于2013年10月31日关闭。